# Jordan 197
Jordan 197 – samochód Formuły 1, zaprojektowany przez Gary’ego Andersona i skonstruowany przez Jordan Grand Prix na sezon 1997.

## Tło
W 1996 roku Jordan Grand Prix został zreorganizowany: do irlandzkiego zespołu przybyli dyrektor generalny Trevor Foster, dyrektor fabryki Adrian Rowlands i dyrektor biura projektowego Paul Crooks. Wywarło to presję na projektancie Garym Andersonie, który latem wziął długi urlop, a po powrocie spędzał dużo czasu nad nowym modelem, często wskutek tego omijając wyścigi.
Zreorganizowano także sztab techniczny: na początku 1996 roku projektem i inżynierią zajmowało się dziewięciu pracowników, a w 1997 roku poszerzono tę liczbę do 20. Szczególnie rozszerzono dział aerodynamiki, w którym wcześniej pracował tylko jeden człowiek, Darren Davies. Davies pracował nad modelem 197, ale później do jego działu dołączyło czterech nowych specjalistów od aerodynamiki. Davies następnie przeniósł się do startującego w IndyCar zespołu Arciero Wells, a nowym szefem działu aerodynamiki został Seamus Mullarkey.
Powiększona została także fabryka Jordana w Silverstone, co obejmowało modernizację wielu działów i instalację nowych urządzeń, jak stanowiska badawczego przydatnego do symulacji czy pięcioosiowej wycinarki. Unowocześniono również komputery, dzięki czemu przyspieszona została praca nad obliczeniową mechaniką płynów oraz analiza takich wartości, jak określone naprężenie.
W listopadzie Jordan zakupił dawny tunel Marcha w Brackley, który mógł pracować z modelami w skali 40%. Jednakże nie posłużył on do projektowania modelu 197. Jednakże pochodzący od tytoniowego koncernu Benson & Hedges dodatkowy budżet pomógł Andersonowi i jego pracownikom spędzić dwa razy więcej czasu – w porównaniu do poprzednich lat – na pracy w tunelu aerodynamicznym w skali 30%, znajdującym się na uniwersytecie w Southampton.

## Specyfikacja techniczna
Model 197 był siódmym projektem Gary’ego Andersona, który utrzymywał, że samochód ten znacznie różni się od poprzednika, Jordana 196.
Mimo że samochód był w dużej mierze ewolucją Jordana 196, to różnił się od poprzednika. Wynikało to z zastosowania zupełnie nowego pakietu aerodynamicznego, w tym krótszych sekcji bocznych, zmodyfikowanej pokrywy silnika i zmian w nadwoziu przed tylnymi kołami. Dokonano również modyfikacji airboksu, jako że ten stosowany w 1996 roku przyczyniał się do straty mocy z powodu zakłócania wlotu powietrza do silnika ze względu na kask kierowcy; zespół uważał, że na tej modyfikacji silnik zyska około 10 KM.
Monokok nie został wyprodukowany przez Jordana. Skonstruowała go firma Advanced Composite Group z centrum technicznym w Heanor. Grupa ta produkowała monokoki dla Formuły 1 od 1981 roku, kiedy to zbudowała pierwszy dla Alfy Romeo, a do 1997 roku zrealizowała ponad 100 zleceń dla takich zespołów jak Brabham, Ligier, Toleman, March, Arrows i Onyx.
Firma Peugeot wyprodukowała nowy silnik o oznaczeniu A14, który był testowany od września 1996 roku. W porównaniu do stosowanej w 1996 jednostki A12 był on niższy i lżejszy, co wynikało z zastosowania wielu zmian. Zachował jednak układ V10.
Zmieniono tylne zawieszenie: górne wahacze zostały wykonane z materiałów kompozytowych; przednie dolne wahacze skonstruowano ze stali (jak w poprzedniku), ale zostały usztywnione kompozytami z węgla. Skonstruowano także nową, wzdłużną skrzynię biegów, którą zaprojektował Mark Smith.

## 197 w wyścigach
Samochód został zaprezentowany 30 stycznia 1997 roku w londyńskim hotelu Hilton.
Eddie Jordan rozmawiał na temat jazdy w swoim zespole z takimi zawodnikami, jak Olivier Panis, Heinz-Harald Frentzen, Jos Verstappen, Mika Häkkinen czy Nigel Mansell. Kierowcami zostali jednak debiutant Ralf Schumacher (brat Michaela) oraz Giancarlo Fisichella, który debiutował w sezonie 1996 w Minardi.
Samochód osiągał lepsze wyniki niż rozczarowujący Jordan 196. Jednakże na początku sezonu samochód nie spisywał się dobrze. Obaj kierowcy pojechali słabe kwalifikacje podczas Grand Prix Australii oraz nie ukończyli wyścigu, nie zdołali także zdobyć punktów w Grand Prix Brazylii. Później jednak niezawodny i wydajny model 197 pozwolił Jordanowi zbliżyć się do czterech najlepszych zespołów – Williamsa, Ferrari, McLarena i Benettona. Mimo niewielkiego doświadczenia kierowcy Jordana osiągali dobre wyniki. Począwszy od Grand Prix Argentyny samochód punktował w sezonie 1997 w jedenastu wyścigach. Schumacher wywalczył jedno podium, a Fisichella dwa, walczył także o zwycięstwo w Grand Prix Niemiec. Jordan ukończył sezon na piątym miejscu w klasyfikacji z 33 punktami, co było najlepszym do tamtej pory wynikiem Jordana w Formule 1.
Mimo to po sezonie zespół stracił Peugeota, który zaczął dostarczać silniki Prostowi.

## Wyniki w Formule 1
| Legenda oznaczeń w tabelach wyników Wyświetl szablon na nowej stronie | Legenda oznaczeń w tabelach wyników Wyświetl szablon na nowej stronie                                                                     |
| Oznaczenie                                                            | Wyjaśnienie |
| --------------------------------------------------------------------- | --- |
| Złoty                                                                 | Zwycięzca lub mistrzostwo |
| Srebrny                                                               | 2. miejsce lub wicemistrzostwo |
| Brązowy                                                               | 3. miejsce lub II wicemistrzostwo |
| Zielony                                                               | Ukończył, punktował (w klasyfikacji generalnej, gdy zdobył co najmniej jeden punkt na przestrzeni sezonu, poza trzema powyższymi opcjami) |
| Niebieski                                                             | Ukończył, nie punktował (w klasyfikacji generalnej, gdy nie zdobył co najmniej jednego punktu na przestrzeni sezonu)                      |
| Czerwony                                                              | Nie zakwalifikował się (NZ) |
| Czerwony                                                              | Nie prekwalifikował się (NPK) |
| Różowy                                                                | Nie ukończył (NU) |
| Różowy                                                                | Niesklasyfikowany (NS) (w klasyfikacji generalnej, gdy nie został sklasyfikowany w żadnym wyścigu sezonu)                                 |
| Czarny                                                                | Zdyskwalifikowany (DK) |
| Czarny                                                                | Wykluczony (WYK/EX) |
| Biały                                                                 | Nie wystartował (NW) |
| Biały                                                                 | Kontuzjowany (K/INJ) |
| Biały                                                                 | Wyścig odwołany (OD/C) |
| Bez koloru                                                            | Został wycofany (WYC/WD) |
| Bez koloru                                                            | Nie przybył (NP/DNA) |
| Bez koloru                                                            | Nie brał udziału w treningach (NT/DNP) |
| Bez koloru                                                            | Nie został zgłoszony (–) |
| Pogrubienie                                                           | Start z pole position |
| Kursywa                                                               | Najszybsze okrążenie wyścigu |
| †                                                                     | Nie ukończył, ale jego rezultat został zaliczony ze względu na przejechanie więcej niż 90% dystansu wyścigu.                              |
| *                                                                     | Sezon w trakcie |
| 1/2/3                                                                 | Punktowana pozycja w sprincie kwalifikacyjnym                                                                                             |
| Lista systemów punktacji Formuły 1                                    | |

| Sezon | Zespół                   | Silnik  | Kierowcy             | Wyniki w poszczególnych eliminacjach | Wyniki w poszczególnych eliminacjach | Wyniki w poszczególnych eliminacjach | Wyniki w poszczególnych eliminacjach | Wyniki w poszczególnych eliminacjach | Wyniki w poszczególnych eliminacjach | Wyniki w poszczególnych eliminacjach | Wyniki w poszczególnych eliminacjach | Wyniki w poszczególnych eliminacjach | Wyniki w poszczególnych eliminacjach | Wyniki w poszczególnych eliminacjach | Wyniki w poszczególnych eliminacjach | Wyniki w poszczególnych eliminacjach | Wyniki w poszczególnych eliminacjach | Wyniki w poszczególnych eliminacjach | Wyniki w poszczególnych eliminacjach | Wyniki w poszczególnych eliminacjach | Wyniki kierowców | Wyniki kierowców | Wyniki konstruktora | Wyniki konstruktora |
| 1997  |                          |         |                      | Australia                            | Brazylia                             | Argentyna                            | San Marino                           | Monako                               | Hiszpania                            | Kanada                               | Francja                              | Wielka Brytania                      | Niemcy                               | Węgry                                | Belgia                               | Włochy                               | Austria                              | Luksemburg                           | Japonia                              | Unia Europejska                      | Pkt.             | Msc.             | Pkt.                | Msc.                |
| ----- | ------------------------ | ------- | -------------------- | ------------------------------------ | ------------------------------------ | ------------------------------------ | ------------------------------------ | ------------------------------------ | ------------------------------------ | ------------------------------------ | ------------------------------------ | ------------------------------------ | ------------------------------------ | ------------------------------------ | ------------------------------------ | ------------------------------------ | ------------------------------------ | ------------------------------------ | ------------------------------------ | ------------------------------------ | ---------------- | ---------------- | ------------------- | ------------------- |
| 1997  | B&H Total Jordan Peugeot | Peugeot | Ralf Schumacher      | NU                                   | NU                                   | 3                                    | NU                                   | NU                                   | NU                                   | NU                                   | 6                                    | 5                                    | 5                                    | 5                                    | NU                                   | NU                                   | 5                                    | NU                                   | 9                                    | NU                                   | 13               | 11               | 33                  | 5                   |
| 1997  | B&H Total Jordan Peugeot | Peugeot | Giancarlo Fisichella | NU                                   | 8                                    | NU                                   | 4                                    | 6                                    | 9                                    | 3                                    | 9                                    | 7                                    | 11                                   | NU                                   | 2                                    | 4                                    | 4                                    | NU                                   | 7                                    | 11                                   | 20               | 8                | 33                  | 5                   |